# Raketenrucksack

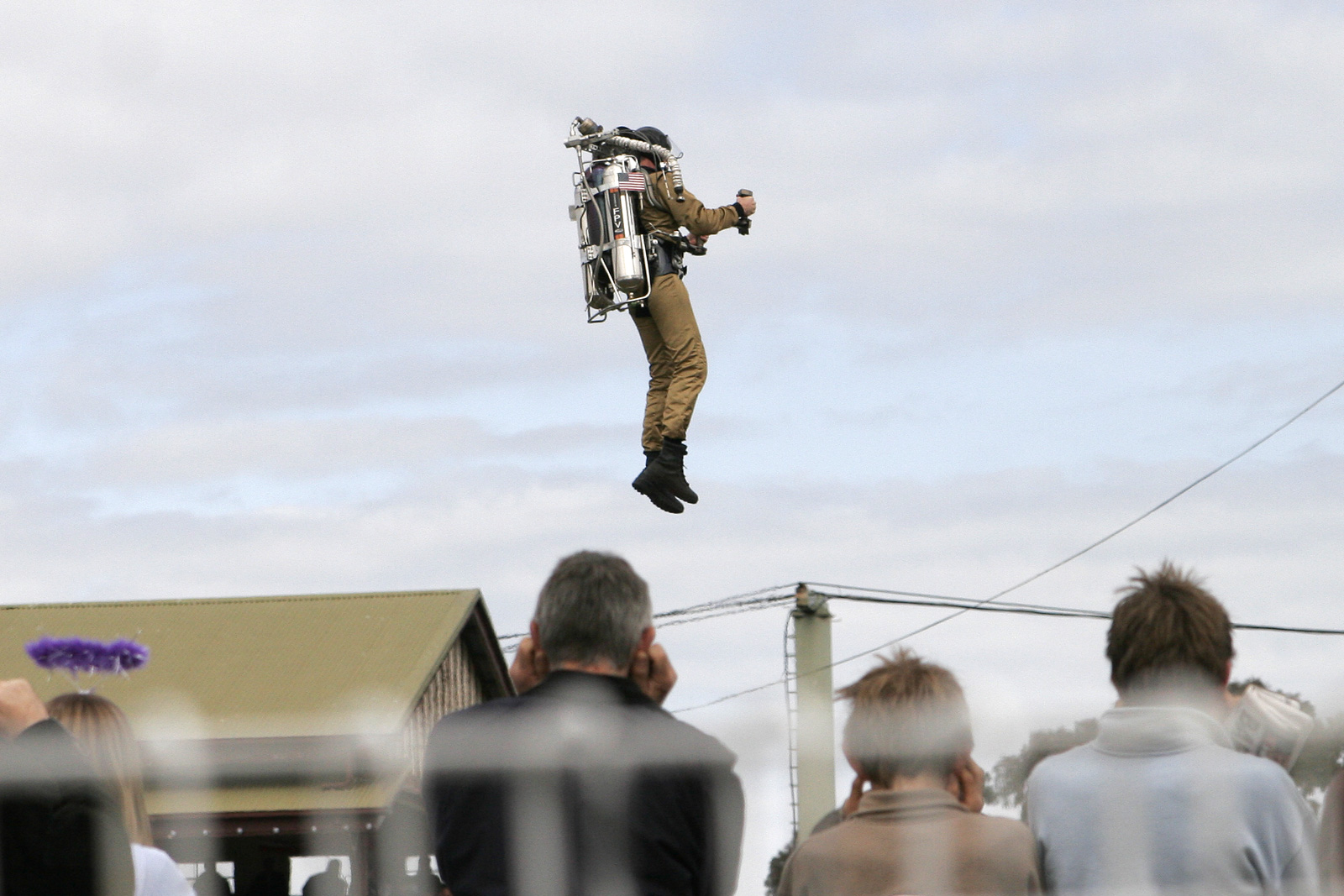
Flug mit einem Jetpack

Schematische Darstellung eines Bell Textron Jet Packs

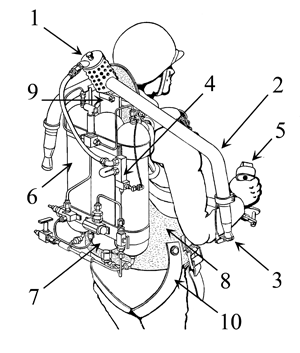
Patentzeichnung. 1 – Dampfgenerator, 2 – Heißdampfrohr, 3 – Düse, 4 – Treibstoffventil, 5 – Steuerhebel, 6 – Wasserstoffperoxidvorrat, 7 – Stickstoffvorrat, 8 – Tragerahmen, 9 – Schwenkgelenk, 10 – Beingurt

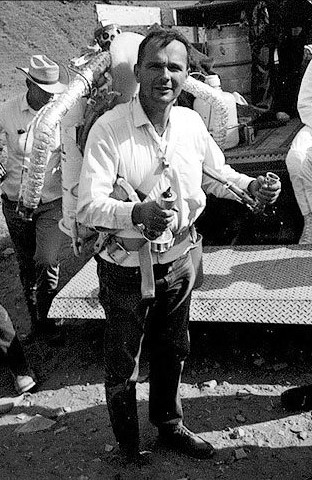
Eugene Shoemaker mit einem Bell Rocket Belt (1966)

Ein Raketenrucksack. auch Jet-Pack oder Jetpack genannt, ist eine auf dem Rückstoßprinzip (meist heißer Verbrennungsgase) basierende, tragbare Antriebseinheit, mit der sich eine einzelne Person frei in der Luft (oder im Weltall) bewegen kann. Der Begriff Jet-Pack ist eine Ableitung des englischen Wortes für Rucksack (Backpack) in Anspielung auf die Tragweise des Gerätes.

## Bekannte Ausführungen

### JetPack International
Seit der Gründung des Unternehmens JetPack International 2003 wurden über zweitausend erfolgreiche Flüge absolviert. Zurzeit werden drei verschiedene Modelle mit einer Flugzeit von 33 bis 43 Sekunden (zwei Wasserstoffperoxid-Versionen für Schauzwecke) und bis zu neun Minuten (eine Version mit Turbinen) angeboten.

### Bell Textron Jet-Pack
Anfang der 1960er-Jahre entwickelte die amerikanische Bell Textron für die US-Army ein Jet-Pack, das als Rocket-Belt bezeichnet wurde. Dieses Jet-Pack hatte einen Düsenantrieb, der mit überhitztem Wasserdampf arbeitete. Eine Druckgasflasche enthielt Stickstoffgas, mit dem hochkonzentriertes Wasserstoffperoxid aus zwei weiteren Behältern auf einen Katalysator gedrückt wurde; unter starker Wärmeentwicklung zersetzte sich dort das Wasserstoffperoxid zu einem Gemisch aus Wasserdampf und Sauerstoff mit einer Temperatur von ca. 740 °C. Dieser überhitzte Dampf wurde durch zwei isolierte, gekrümmte Leitungen zu den Düsen geführt und lieferte dort den Rückstoß. Zum Schutz vor Verbrühungen durch den austretenden heißen Wasserdampf musste der Pilot isolierende Kleidung tragen.
Ein solcher Rocket-Belt wurde bereits im James-Bond-Film Feuerball von 1965 verwendet. Ebenso wurde dieses Jet-Pack in der Eröffnungszeremonie der Olympischen Spiele in Los Angeles (1984) vorgeführt. Es konnte eine einzelne Person über neun Meter große Hindernisse tragen und erreichte dabei eine Geschwindigkeit von 11 bis 16 km/h. Allerdings war seine Flugzeit auf 20 Sekunden beschränkt. Eine spätere Weiterentwicklung aus den Jahren 1995–2000 konnte die Flugzeit auf nicht mehr als 30 Sekunden verbessern.
Neben der äußerst beschränkten Betriebsdauer blieb diesem Jet-Pack auch jegliche praktische Relevanz aufgrund der Tatsache verwehrt, dass sein Pilot bei einem Defekt des Antriebs keinerlei Möglichkeit hatte, kontrolliert zu landen (Fallschirme sind in den geringen Höhen, die mit einem solchen Jet-Pack erreicht werden, nutzlos). Dies stellt ein erhebliches Sicherheitsrisiko dar und unterscheidet das Jet-Pack von Flugzeugen und Hubschraubern, die auch ohne eigenen Antrieb durch Segelflug oder Autorotation noch sicher zu landen vermögen.

### Williams Research
1970 wurde Williams International von Bell Textron eine Lizenz vergeben, den Rocket-Belt herzustellen und zu verkaufen. Später entwickelte Williams eine verbesserte Version, die im Unterschied zu anderen Exemplaren keine Rakete, sondern eine Turbine als Antrieb verwendete. Dadurch konnte die Flugdauer auf etwa 30 Sekunden erhöht werden. Die Entwicklung wurde allerdings nicht weiterverfolgt, weil das Gerät weniger kosteneffizient als ein Hubschrauber war und einen geübten, speziell ausgebildeten Piloten brauchte.

### Jetpack Aviation
Jetpack Aviation (CEO und Testpilot: David Mayman, Chefdesigner: Nelson Tyler) haben ein düsengetriebenes, auf dem Rücken montiertes Fluggerät entwickelt, das Firmenangaben zufolge eine maximale Höhe von ca. 3.000 m, eine maximale Geschwindigkeit von über 100 km/h (68 mph) im Vorwärtsflug und Flugdauern bis zu 10 Minuten erlaubt. Der Jungfernflug des Jetpack JB9 fand im November 2015 vor New York mit einem von der US-Luftfahrtbehörde FAA genehmigten Rundflug um die Freiheitsstatue statt.

## Flüge und Sichtungen
Am 14. Februar 2020 stieg der französische „Jetman“ Vince Reffet mit einem Raketenrucksack mit kleiner Delta-Tragfläche in Dubai auf 1.800 Meter Höhe und stellte damit einen neuen Höhen-Weltrekord auf. Der etwa 3 Minuten dauernde Flug des Projekts Human Flight inkludierte eine Rolle und einen Looping und wurde per Fallschirm gelandet. Reffet präsentierte mit demselben Gerät stabilen Schwebeflug in geringer Höhe und eine sanfte Landung per Jetpack.
Am 30. August 2020 abends (Ortszeit) wurde von einem Piloten einer am Flughafen Los Angeles landenden Linienmaschine (American Airlines, Flug 1997) ein Jetpack fliegender Mensch 275 m seitlich seiner Maschine in 915 m Höhe gesichtet. Etwa 30 Sekunden später meldete auch ein zweiter Pilot (Jet-Blue-Airways) eine Person mit Jetpack in der Luft.

## Weltraum-Raketenrucksäcke
Für die Anwendung bei einem Weltraumspaziergang wurden Geräte mit Gasrückstoß entwickelt:

### Manned Maneuvering Unit (MMU)

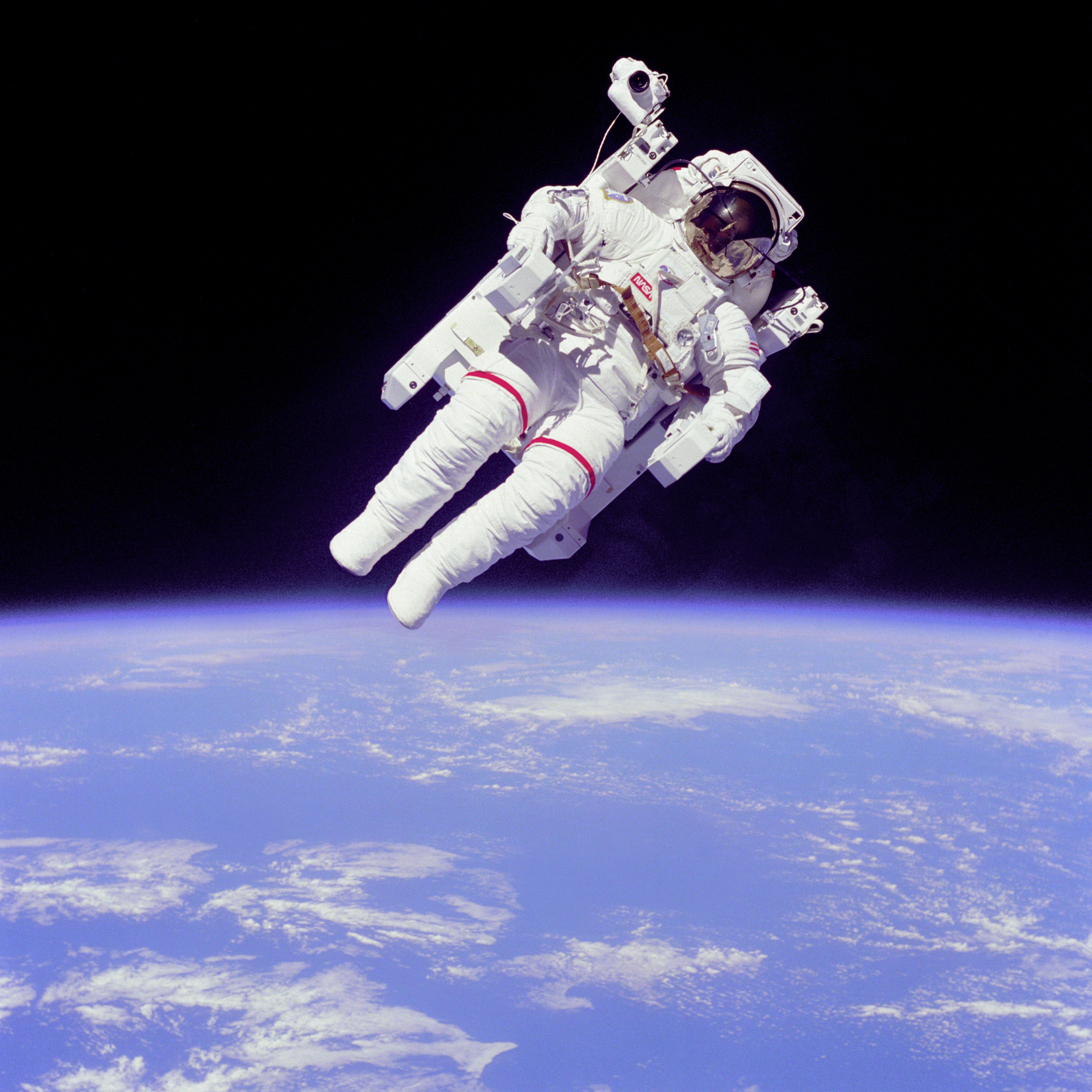
Astronaut Bruce McCandless beim Gebrauch einer MMU

Das Einsatzgebiet der Manned Maneuvering Unit (MMU) ist das Weltall, wo es vom Space Shuttle aus operieren kann und einem Astronauten ermöglicht, sich in begrenztem Maße unabhängig von diesem zu bewegen.
Die Steuermomente am MMU werden von Stickstoffgas erzeugt, das unter hohem Druck steht und durch Düsen austritt (insgesamt hat das MMU vierundzwanzig Düsen).
Nur eine Umgebung wie das Weltall, in der die Astronauten der Schwerelosigkeit unterliegen, ermöglicht einen effektiven Einsatz dieser Technik, da in dieser Umgebung die Notwendigkeit entfällt, ständig Schub aufzubringen, um den Auftrieb zu gewährleisten. Im All steht also der gesamte Treibstoff für die eigentliche Steuerung des Gerätes zur Verfügung, während unter dem Einfluss der Schwerkraft der mit Abstand größte Teil der Energie für den Auftrieb aufgewendet werden muss.
Die MMU wurde seit 1984 bislang in drei Shuttlemissionen eingesetzt (STS-41-B, STS-41-C und STS-51-A).

### Simplified Aid for EVA Rescue (SAFER)

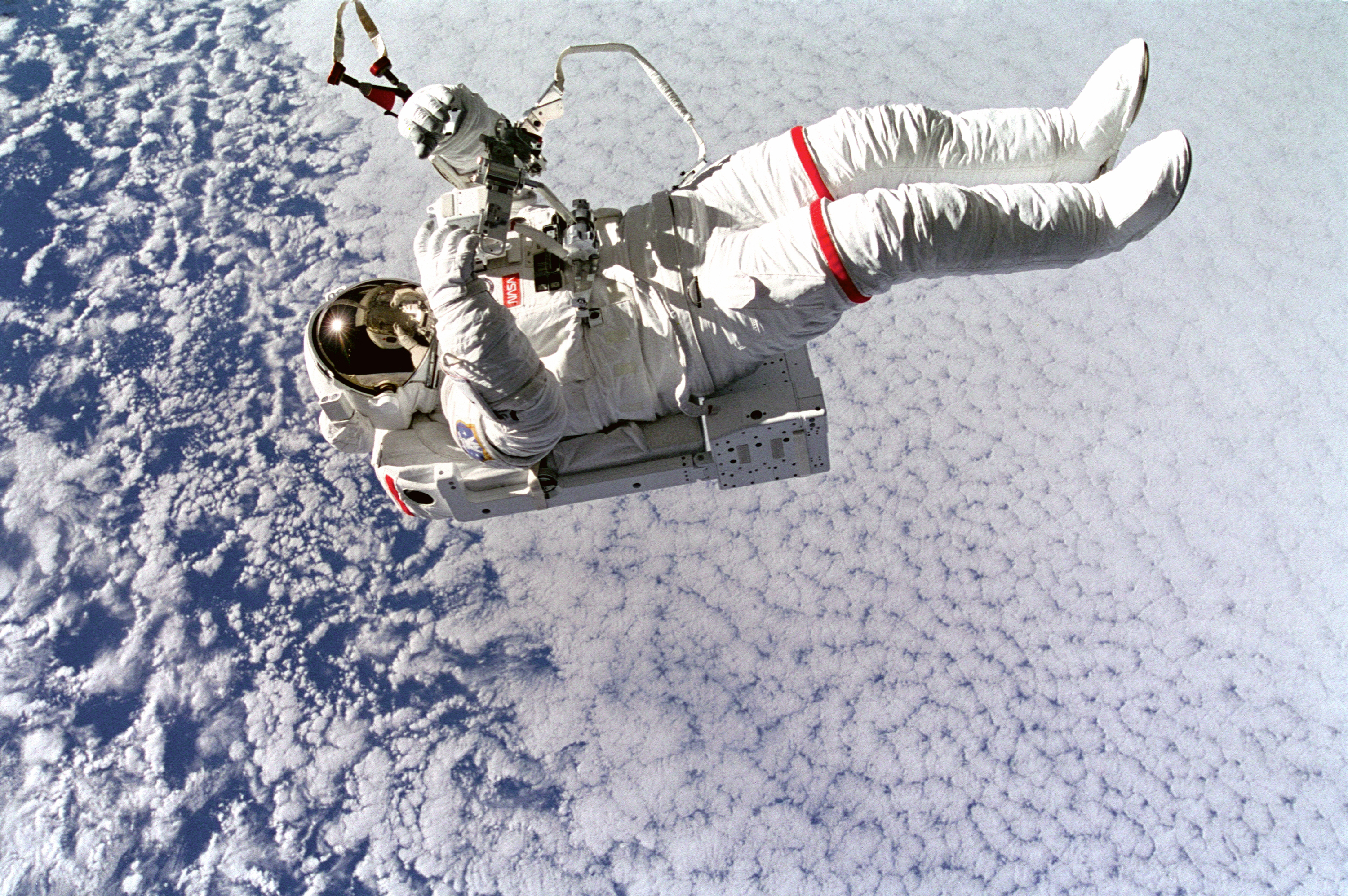
Astronaut Mark Lee schwebt mit Hilfe des SAFER-Systems frei im All

Simplified Aid for EVA Rescue (SAFER) ist eine vereinfachte Form des MMU-Geräts. Es wird als Rettungssystem bei Außenbordeinsätzen am Space Shuttle oder an der internationalen Raumstation verwendet, falls die Sicherungsleine des Raumfahrers versagen sollte.

### SPK (Sredstwo peredwischenija kosmonawta)
Das SPK war das sowjetische Gegenstück zum MMU. Es wurde im Freiflug an der Raumstation Mir getestet.

### Hand-Held Maneuvering Unit (HHMU)
Die Hand-Held Maneuvering Unit war eine handgehaltene Manövrierhilfe nach dem Kaltgas-Raketenprinzip, gespeist aus integrierten Druckgas- oder Flüssiggastanks oder über einen Druckschlauch vom Raumfahrzeug her. Mitunter auch innerhalb eines Raumschiffes verwendet.

## In der Populärkultur
- Den wohl bekanntesten Auftritt hat ein Raketenrucksack in der Anfangsszene von James Bond 007 – Feuerball. Derselbe Raketenrucksack wurde außerdem zur Eröffnungsfeier der olympischen Sommerspiele 1984 verwendet.
- Die meisten Konzerte des ’92er Legs der Dangerous World Tour endeten damit, dass ein Stuntman mit einem Raketenrucksack verkleidet als Michael Jackson aus der Arena flog.
- In den Star-Wars-Filmen verwenden Jango Fett und später sein Sohn Boba Fett einen Raketenrucksack, genauso der Mandalorianer in der gleichnamigen Serie.
- Im Film Running Man verwendet der Killer Fireball einen Raketenrucksack.
- Im Finale des Animationsfilms Batman und das Phantom versucht der Joker mit einem Raketenrucksack einer gewaltigen Explosion zu entgehen.
- In der Comicserie The Rocketeer trägt die titelgebende Figur einen Raketensuit.
- Tony Starks Iron-Man-Suit hat Funktionen eines Raketenrucksacks integriert.
- In zahlreichen Computerspielen gibt es Jet Packs, darunter Worms World Party, Grand Theft Auto: San Andreas, Command & Conquer: Alarmstufe Rot 2, Halo, Fallout 4.
- In der Schlussszene des 2014er-Films Die Pinguine aus Madagascar, direkt vor den Credits, fliegen die vier Pinguine mit Jetpacks spiralförmig um die Freiheitsstatue und schließlich vertikal in den Himmel.[4]
- We Were Promised Jetpacks ist eine britische Rockband.

## Ähnliche Geräte
Durch mitgetragenen Treibstoff in der Atmosphäre ähnlich dem Raketenrucksack relativ hoch und weit zu fliegen:
- Flyboard Air – Rucksack und vierbeiniges Gestell mit Gasturbinen

Nur einige Meter Höhe (und Horizontalentfernung) erreichen kleine Geräte, die auf Wasser-Rückstoß basieren. Diese werden durch einen Druckwasserschlauch von einer Basis an der Wasseroberfläche her mit Rückstoßmedium und Energie versorgt und sind dadurch gefesselt:
- Jetlev Jetpack ist am Rücken montiert und weist ein Trapez als optionale Fußraste auf. Der Rückstoß wird mit zwei abwärts gerichteten Wasserstrahlen erzeugt, die aus Düsen seitlich hinter den Schultern der aufrecht angehobenen Person austreten. Der Wasserstrahlantrieb eines Jet-Skis pumpt dazu energisch Wasser in einen 10 m langen Schlauch mit etwa 15 cm Außendurchmesser, der hinter dem Rücken der Person nach unten zur Wasseroberfläche und ein Teilstück unter Wasser weiter zur Pumpe führt. Diese wird gegen den Wasserwiderstand mitgezogen, wenn sich der Getragene horizontal versetzen lässt. Der Jetlev wurde 2000 von dem Kanadier Raymond Li erfunden und ist als einziges Jetpack kommerziell erhältlich.[5]

- Am Flyboard steht man in leichter Grätsche mit festen Schuhen in Bindungen.